# كأس أرمينيا 2002
كأس أرمينيا 2002 هو الموسم 11 من كأس أرمينيا. أقيم خلال الفترة 30 مارس 2002 وحتى 27 مايو 2002، وأشرف على تنظيمه اتحاد أرمينيا لكرة القدم، وكان عدد الأندية المشاركة فيه 16، وفاز فيه بيونيك يريفان.